# Urs Kliby
Urs Kliby (* 24. Dezember 1950), ehemals Urs Kliebenschädel, bekannt als Kliby, aus Kreuzlingen, ist ein Schweizer Bauchredner und Sänger. Er ist gelernter Zolldeklarant und arbeitete einige Jahre am Billettschalter der Schweizerischen Bundesbahnen in Kreuzlingen.

## Leben und Wirken
Zusammen mit seiner Begleiterin, der vorwitzigen Esel-Puppe Caroline, feierte er vor allem in den 1970er- und 1980er-Jahren Erfolge. Er verkaufte über eine Million Tonträger, gewann insgesamt fünf Goldene und zwei Platin-Schallplatten und trat im Radio und im Fernsehen auf, zum Beispiel 1981 in Wetten, dass..?.
Auch in Liedern leiht er der Puppe seine Bauchrednerstimme. 1989 trat er mit dem von Charles Lewinsky geschriebenen Lied Lache isch gsund beim Grand Prix der Volksmusik auf.
In den 1990er-Jahren moderierte Kliby zudem als Nachfolger von Jürg Randegger die Sendung Donnschtig-Jass des Schweizer Fernsehens. Die Sendung tourte damals mit einem klassischen Postauto während des Sommerprogramms durch die Schweiz.
Während ihrer Auftritte in der Schweiz sprechen Kliby und Caroline jeweils in der schweizerdeutschen Mundart des Kantons Thurgau.
Kliby ist verheiratet und lebt in Kreuzlingen.